# Kenneath Bromwich
Pour les articles homonymes, voir Bromwich.
 (septembre 2018).
Si vous disposez d'ouvrages ou d'articles de référence ou si vous connaissez des sites web de qualité traitant du thème abordé ici, merci de compléter l'article en donnant les références utiles à sa vérifiabilité et en les liant à la section « Notes et références ».

a Compétitions nationales et continentales officielles uniquement.

b Matchs officiels uniquement.
Kenneath Bromwich, né le 22 septembre 1991 à Auckland (Nouvelle-Zélande), est un joueur de rugby à XIII international néo-zélandais au poste de pilier, de deuxième ligne ou de troisième ligne dans les années 2010.  Il fait ses débuts en National Rugby League en 2013 avec le Melbourne Storm. Il apporte une part significative au succès de Melbourne dont le titre de NRL en 2017 et le World Club Challenge en 2018.
Ses performances en club l'amènent également à prendre part à des rencontres avec la sélection néo-zélandaise et participe notamment à la Coupe du monde 2017. Son frère Jesse Bromwich est également joueur de rugby à XIII.

## Palmarès
- Collectif :
  - Vainqueur du World Club Challenge : 2018 (Melbourne).
  - Vainqueur de la National Rugby League : 2017 et 2020 (Melbourne).
  - Finaliste de la National Rugby League : 2016 et 2018 (Melbourne).

## Détails

### En sélection
| Année | Compétition    | Rang            | Résultats Nouvelle-Zélande | Résultats Bromwich | Matchs Bromwich |
| ----- | -------------- | --------------- | -------------------------- | ------------------ | --------------- |
| 2017  | Coupe du monde | Quart-de-finale | 2 v, 0 n, 2 d              | 1 v, 0 n, 0 d      | 1/4             |

### En club
| Saison | Club            | Compétition           | Matchs | Points | Essais | Buts | Drop |
| ------ | --------------- | --------------------- | ------ | ------ | ------ | ---- | ---- |
| 2013   | Melbourne Storm | National Rugby League | 9      | 4      | 1      | -    | -    |
| 2014   | Melbourne Storm | National Rugby League | 18     | 8      | 2      | -    | -    |
| 2015   | Melbourne Storm | National Rugby League | 18     | 12     | 3      | -    | -    |
| 2016   | Melbourne Storm | National Rugby League | 27     | 12     | 3      | -    | -    |
| 2017   | Melbourne Storm | National Rugby League | 26     | 12     | 3      | -    | -    |
| 2018   | Melbourne Storm | National Rugby League | 25     | 4      | 1      | -    | -    |
| 2019   | Melbourne Storm | National Rugby League | 27     | 20     | 5      | -    | -    |
| 2020   | Melbourne Storm | National Rugby League | 21     | 12     | 3      | -    | -    |
| 2021   | Melbourne Storm | National Rugby League | 21     | 16     | 4      | -    | -    |
| 2022   | Melbourne Storm | National Rugby League | 21     | 12     | 3      | -    | -    |
| 2023   | Dolphins        | National Rugby League | 0      | -      | -      | -    | -    |